# Бурасы
Бура́сы — посёлок в Новобурасском муниципальном образовании Новобурасского района Саратовской области.

## География
Находится в непосредственной близости к железнодорожной станции Бурасы Саратовского региона Приволжской железной дороги, на расстоянии примерно в 7 километров на север-северо-восток от районного центра — посёлка Новые Бурасы. 
Часовой пояс
Посёлок Бурасы, как и вся Саратовская область, находится в часовой зоне МСК+1. Смещение применяемого времени относительно UTC составляет +4:00.

## История
Станцию Бурасы начали строить в 1886 году. В 1904 году были построены вокзал и первый жилой дом. С 1909 года станция начинает заселяться жителями села Старые Бурасы. Посёлок при станции упоминается в 1911 году как Старо-Бурасский. На станции была построена большая паровая мельница. С 1985 года в посёлке располагалась центральная усадьба колхоза «Смычка».

## Название
По одной из версий, название происходит от слова бурта, что означает ‘пчелиный рой’. Некоторые исследователи возводят топоним к тюркским словам бур (бор) ‘мел’ и тас (таш) ‘камень’, т.е. буртасы могло означать не что иное, как территорию с белесыми каменистыми возвышениями среди буйной лесной или луговой растительности.— Топонимический словарь Саратовской области.

## Население
По состоянию на 1911 год в посёлке Старо-Бурасский при станции «Бурасы» Рязано-Уральской железной дороги, расположенном на надельной земле Старо-Бурасского общества Старо-Бурасской волости Саратовского уезда Саратовской губернии, в 19 дворах проживал 101 человек: 48 мужчин, 53 женщины, крестьяне Старо-Бурасского общества той же волости, великороссы.
Население составляло 650 человек по переписи 2002 года, преобладающая национальность — русские (78 %).
| 2002 | 2010 |
| ---- | ---- |
| 650  | ↘507 |

## Прочее
Между станцией Бурасы и селом Ивановка, в 3,5 км к юго-востоку от станции в лесном массиве Новобурасского лесхоза, Новобурасского лесничества расположен природный микрозаповедник, ООПТ регионального значения — урочище «Моховое болото»